# Kweilingia bambusae
Kweilingia bambusae är en svampart som först beskrevs av Teng, och fick sitt nu gällande namn av Teng 1940. Kweilingia bambusae ingår i släktet Kweilingia och familjen Phakopsoraceae.   Inga underarter finns listade i Catalogue of Life.